# Shane Walsh
 (juillet 2015).
Si vous disposez d'ouvrages ou d'articles de référence ou si vous connaissez des sites web de qualité traitant du thème abordé ici, merci de compléter l'article en donnant les références utiles à sa vérifiabilité et en les liant à la section « Notes et références ».
Shane Walsh est un personnage principal de la série télévisée The Walking Dead. Il est interprété par Jon Bernthal et doublé en version française par Jérôme Pauwels.

## Biographie fictive

### Saison 1
C'est le meilleur ami et collègue de Rick au sein du bureau du shérif du King's County. Shane sauve la famille Grimes lors de l'épidémie alors que son ami est dans le coma, mais laissé pour mort dans sa chambre d'hôpital tandis que le chaos s'installe dans l'hôpital, non sans avoir barricadé la porte avec un lit d’hôpital avant de fuir. Ils étaient en service lors de la fusillade qui a plongé Rick dans le coma avant l'apocalypse : c'est d'ailleurs lui qui a annoncé la nouvelle à Lori et Carl. Il les conduit plus tard jusqu'au camp de survivants d'Atlanta. Il présente les mêmes qualités que Rick, qu'il considère comme un frère, et était le meneur du groupe de survivants avant le retour de ce dernier.
Il est apprécié car il fait beaucoup d'efforts pour comprendre ses compagnons d'infortune et régler leurs différends (notamment quand il défend Carol d'Ed, son mari violent, en le tabassant et en le menaçant de mort s'il s'approche à nouveau de Sophia et elle). Cependant, l'arrivée de Rick bouscule tout, étant donné qu'il entretenait une liaison avec sa femme Lori : elle rejette donc Shane au retour de son mari, pensant à tort qu'il a fait croire à sa mort afin de pouvoir s'emparer de sa famille, sachant qu'il a toujours été attiré par Lori.
En fin de saison, alors qu'il marche dans les bois avec Rick, il vise ce dernier avec son arme à cause de sa jalousie mais est surpris par Dale ce qui le stoppe net.
Alors que le groupe est en sécurité au CDC, il tente, sous l'effet de l'alcool, de violer Lori qui parvient à se défendre et à le repousser.

### Saison 2
Alors que le groupe est coincé sur l'autoroute par un énorme carambolage, Shane en profite pour confier à Lori qu'il est bien décidé à quitter le groupe sans rien dire à personne. Il se rapproche aussi d'Andrea, qui voulait, également quitter le groupe avec lui, et couche même avec elle lors de leur escapade à deux pour retrouver Sophia. Il est présent avec Rick et Carl quand ce dernier est abattu sur une méprise d'Otis qui chassait le gibier.
Peu à peu, il perd le contrôle de lui-même (torturant notamment Randall avec l'aide de Daryl pour lui soutirer des réponses), et surtout, alors qu'il s'était blessé à la cheville, après avoir tiré dans la jambe d'Otis et l'avoir sacrifié aux rôdeurs pour permettre sa fuite, afin de ramener le matériel médical nécessaire aux soins de Carl. Il abuse parfois de la boisson et ses actions sont de moins en moins approuvées par les autres survivants. Persuadé que l'enfant que porte Lori est le sien, il refuse d'être laissé pour compte au profit de Rick et s'oppose de plus en plus à ce dernier (ce qui les amènera à se bagarrer violemment au moment d'amener Randall à l'écart de la ferme). Sa relation avec Dale, qui perçoit plus lucidement que les autres son changement, se dégrade également.
Durant les recherches de Sophia, Shane est persuadé que cette dernière est déjà morte, n'hésitant pas à le dire franchement devant tout le monde, dont sa mère Carol. Après avoir appris que la grange était envahie de rôdeurs, Shane en furie, va briser les chaînes de la porte de la grange et les laisse sortir pour les abattre les uns après les autres : il tue ainsi certains membres de la famille de Hershel, Maggie et Beth sous leurs yeux. Un dernier rôdeur sort de la grange : la petite Sophia que tout le monde recherchait. Elle est achevée par Rick.
Dans l'épisode Les Meilleurs Anges de notre nature, il entraîne Randall dans les bois et lui brise la nuque. Il fera croire plus tard au groupe que le prisonnier s'est échappé et lui a volé son arme. Daryl, Glenn, Rick et lui partent à sa recherche. Alors que Daryl et Glenn trouvent Randall changé en rôdeur, Shane emmène Rick dans les bois avec l'intention de l'abattre de sang froid. Mais Rick qui a vu venir le piège, parvient à le distraire et lui enfonce son poignard dans le cœur au milieu de l'un des champs entourant la ferme. Il se réveille plus tard en rôdeur et est achevé par Carl d'une balle en pleine tête, alors qu'il s'apprêtait à attaquer Rick dans le dos.

### Saison 3
Rick a été obligé de tuer Shane qui voulait le tuer en premier. Rick s'approche du cadavre de Shane en pleurant et disant que tout était de sa faute. On le revoit dans l'épisode 8 "Une vie de souffrance", comme hallucination de Rick dans laquelle Shane tirait au fusil à pompe sur le prisonnier Oscar, qui les aidait à libérer Glenn et Maggie.

### Saison 7
Dans la 7e saison, il est révélé que Shane est en réalité le père biologique de Judith Grimes et que Rick a toujours caché ce secret à son entourage.

### Saison 9
Peu avant sa disparition Rick, à cause d'une blessure grave tandis qu'il est harcelé par une horde, a des absences intermittentes durant lesquelles il revoit d'anciens survivants proches décédés dans des lieux familiers : Shane en uniforme discute avec lui dans leur ancienne voiture de patrouille tandis qu'il mange, sur les lieux de l'accident de leur course-poursuite (qui avait amené Rick à son coma au début de la série). Rick fait la paix avec lui tandis qu'il le pousse à se ressaisir.